# Claire Bennet
Claire Bennet är en rollfigur i NBC:s tv-serie Heroes och spelas av Hayden Panettiere. Hon är den enda rollfiguren i serien som är med i alla 23 avsnitten av första säsongen. 
Claire är en till synes vanlig hejaklacksledare från Odessa, Texas i USA. Men hon har en superkraft: snabbläkning. Hon återhämtar sig från nästan vilka skador som helst oerhört snabbt. Detta gör henne näst intill odödlig.

## Bakgrund
Hon är inte glad över att ha upptäckt dessa krafter, då hon anser att de skulle kunna förstöra hennes liv om det blev allmänt känt. Hon är rädd för att bli stämplad som missfoster och att hennes adoptivfamilj ska bli skrämd av det. Den enda hon anförtror sin hemlighet åt är hennes gamle vän Zach, som hon inte har haft någon kontakt med på många år. Tillsammans filmar de när hon på olika sätt skadar sig och ändå reser sig utan en skråma. Det enda hon behöver göra är att rätta till de ben som hamnat fel. I serien verkar det som om Claire inte heller kan känna någon smärta, men det kan hon.